# Filippo VII di Waldeck-Wildungen
Filippo VII di Waldeck-Wildungen (Alt-Wildungen, 25 novembre 1613 – Tábor, 24 febbraio 1645) era il secondo ma il maggiore dei figli sopravvissuti del conte Cristiano di Waldeck-Wildungen (1585–1637) e di sua moglie Elisabetta di Nassau-Siegen (1584–1661).
Nel 1638, Filippo VII successe a suo padre come conte di Waldeck-Wildungen. Suo fratello Giovanni (1623–1668) fu conte di Waldeck-Landau come Giovanni II.

## Matrimonio e discendenti
Sposò Anna Caterina di Sayn-Wittgenstein (1610 – 1 dicembre 1650). Ebbero i seguenti figli:
- Cristiano Ludovico (29 luglio 1635 – 12 dicembre 1706), conte di Waldeck-Wildungen; sposò:

Anna Elisabetta di Rappoltstein (1644–1678)
Giovanetta di Nassau-Idstein (1657–1733)
- Giosia II (31 luglio 1636 – 16 luglio 1669, ucciso durante l'assedio di Candia); sposò:

Guglielmina di Nassau-Siegen (d. 1707)
- Giuliana Elisabetta (1 agosto 1637 – 20 marzo 1707), sposò Enrico Volrado di Waldeck-Eisenberg (1642–1664)
- Anna Sofia (1 gennaio 1639 – 3 ottobre 1646)
- Giovanna (30 settembre 1639 – 2 ottobre 1639)
- Filippina (5 novembre 1643 – 3 agosto 1644)

## Ascendenza
|                                         |                                         |                                         | Genitori                                       |  |  | Nonni |  |  | Bisnonni                               |  |  | Trisnonni                               |  |
|                                         |                                         |                                         |                                                |  |  |       |  |  | Volrado II, conte di Waldeck-Eisenberg |  |  | Filippo III, conte di Waldeck-Eisenberg |  |
|                                         |                                         |                                         |                                                |  |  |       |  |  | Volrado II, conte di Waldeck-Eisenberg |  |  | Filippo III, conte di Waldeck-Eisenberg |  |
|                                         |                                         | Adelaide di Hoya                        |                                                |  |  |       |  |  | Volrado II, conte di Waldeck-Eisenberg |  |  |                                         |  |
| Giosia I, conte di Waldeck-Eisenberg    |                                         |                                         |                                                |  |  |       |  |  | Volrado II, conte di Waldeck-Eisenberg |  |  |                                         |  |
|                                         |                                         | Anastasia di Schwarzburg-Blankenburg    | Enrico XXXII, conte di Schwarzburg-Blankenburg |  |  |       |  |  |                                        |  |  |                                         |  |
|                                         |                                         | Anastasia di Schwarzburg-Blankenburg    | Enrico XXXII, conte di Schwarzburg-Blankenburg |  |  |       |  |  |                                        |  |  |                                         |  |
|                                         |                                         | Anastasia di Schwarzburg-Blankenburg    | Caterina di Henneberg                          |  |  |       |  |  |                                        |  |  |                                         |  |
| Cristiano, conte di Waldeck-Wildungen   |                                         | Anastasia di Schwarzburg-Blankenburg    |                                                |  |  |       |  |  |                                        |  |  |                                         |  |
|                                         |                                         | Alberto X, conte di Barby-Mühlingen     | Volfango I, conte di Barby-Mühlingen           |  |  |       |  |  |                                        |  |  |                                         |  |
|                                         |                                         | Alberto X, conte di Barby-Mühlingen     | Volfango I, conte di Barby-Mühlingen           |  |  |       |  |  |                                        |  |  |                                         |  |
|                                         |                                         | Alberto X, conte di Barby-Mühlingen     | Agnese di Mansfeld-Mittelort                   |  |  |       |  |  |                                        |  |  |                                         |  |
| Maria di Barby-Mühlingen                |                                         | Alberto X, conte di Barby-Mühlingen     |                                                |  |  |       |  |  |                                        |  |  |                                         |  |
|                                         |                                         | Maria di Anhalt-Zerbst                  | Giovanni V, principe di Anhalt-Zerbst          |  |  |       |  |  |                                        |  |  |                                         |  |
|                                         |                                         | Maria di Anhalt-Zerbst                  | Giovanni V, principe di Anhalt-Zerbst          |  |  |       |  |  |                                        |  |  |                                         |  |
|                                         |                                         | Maria di Anhalt-Zerbst                  | Margherita di Brandeburgo                      |  |  |       |  |  |                                        |  |  |                                         |  |
| Filippo VII, conte di Waldeck-Wildungen |                                         | Maria di Anhalt-Zerbst                  |                                                |  |  |       |  |  |                                        |  |  |                                         |  |
|                                         | Giovanni VI, conte di Nassau-Dillenburg | Guglielmo I, conte di Nassau-Dillenburg |                                                |  |  |       |  |  |                                        |  |  |                                         |  |
|                                         | Giovanni VI, conte di Nassau-Dillenburg | Guglielmo I, conte di Nassau-Dillenburg |                                                |  |  |       |  |  |                                        |  |  |                                         |  |
|                                         | Giovanni VI, conte di Nassau-Dillenburg | Giuliana di Stolberg-Wernigerode        |                                                |  |  |       |  |  |                                        |  |  |                                         |  |
| Giovanni VII, conte di Nassau-Siegen    | Giovanni VI, conte di Nassau-Dillenburg |                                         |                                                |  |  |       |  |  |                                        |  |  |                                         |  |
|                                         |                                         | Elisabetta di Leuchtenberg              | Giorgio III, langravio di Leuchtenberg         |  |  |       |  |  |                                        |  |  |                                         |  |
|                                         |                                         | Elisabetta di Leuchtenberg              | Giorgio III, langravio di Leuchtenberg         |  |  |       |  |  |                                        |  |  |                                         |  |
|                                         |                                         | Elisabetta di Leuchtenberg              | Barbara di Brandeburgo-Ansbach-Kulmbach        |  |  |       |  |  |                                        |  |  |                                         |  |
| Elisabetta di Nassau-Siegen             |                                         | Elisabetta di Leuchtenberg              |                                                |  |  |       |  |  |                                        |  |  |                                         |  |
|                                         |                                         | Filippo IV, conte di Waldeck-Wildungen  | Enrico VIII, conte di Waldeck-Wildungen        |  |  |       |  |  |                                        |  |  |                                         |  |
|                                         |                                         | Filippo IV, conte di Waldeck-Wildungen  | Enrico VIII, conte di Waldeck-Wildungen        |  |  |       |  |  |                                        |  |  |                                         |  |
|                                         |                                         | Filippo IV, conte di Waldeck-Wildungen  | Anastasia di Runkel                            |  |  |       |  |  |                                        |  |  |                                         |  |
| Maddalena di Waldeck-Wildungen          |                                         | Filippo IV, conte di Waldeck-Wildungen  |                                                |  |  |       |  |  |                                        |  |  |                                         |  |
|                                         |                                         | Jutta di Isenburg-Neumagen              | Salentin VI, conte di Isenburg-Neumagen        |  |  |       |  |  |                                        |  |  |                                         |  |
|                                         |                                         | Jutta di Isenburg-Neumagen              | Salentin VI, conte di Isenburg-Neumagen        |  |  |       |  |  |                                        |  |  |                                         |  |
|                                         |                                         | Jutta di Isenburg-Neumagen              | Elisabetta di Hunolstein                       |  |  |       |  |  |                                        |  |  |                                         |  |
|                                         |                                         | Jutta di Isenburg-Neumagen              |                                                |  |  |       |  |  |                                        |  |  |                                         |  |